# Maanam
Maanam este o trupă de muzică rock poloneză formată în 1976.

## Componență
- Kora – voce, texte (1976–2008)
- Marek Jackowski – chitară, compoziție (1976–2008)
- Milo Kurtis – chitară (1976)
- John Porter – chitară (1976–1979)
- Ryszard Olesiński – chitară (1979–1986, 1991–2003)
- Krzysztof Olesiński – chitară bas (1980–1981, 1992–2003)
- Ryszard Kupidura – baterie (1980)
- Bogdan Kowalewski – chitară bas (1981–1986, 1991–1992)
- Paweł Markowski – baterie (1980–1985, 1991–2003)
- Jarosław Szlagowski – baterie (1985–1986)
- Janusz Iwański – chitară (2003–2008)
- Bogdan Wawrzynowicz – chitară bas (2003–2008)
- Cezary Kaźmierczak – clape (2003–2008)
- José Manuel Alban Juarez – baterie (2003–2008)

## Discografie

### Albume de studio
- Maanam (1981), Wifon
- O! (1982), Pronit
- Nocny patrol (1983), Jako/Polton
- Mental Cut (1984), Jako/Polskie Nagrania
- Sie ściemnia (1989), Pronit
- Derwisz i anioł (1991), Kamiling Co./Arston
- Róża (1994), Kamiling Co./Pomaton
- Łóżko (1996), Pomaton EMI
- Klucz (1998), Pomaton EMI
- Hotel Nirwana (2001), Pomaton EMI
- Znaki szczególne (2004), Pomaton EMI

## Muzică
Melodii:
- 1980: „Boskie Buenos”
- 1980: „Szare miraże”
- 1980: „Stoję, stoję, czuje się świetnie”
- 1981: „Ta noc do innych jest niepodobna”
- 1981: „Cykady na Cykladach”
- 1981: „Karuzela marzeń”
- 1981: „Szał niebieskich ciał”
- 1982: „O! nie rób tyle hałasu”
- 1982: „Paranoja jest goła”
- 1982: „Nie poganiaj mnie bo tracę oddech”
- 1983: „Kocham Cię, kochanie moje”
- 1983: „To tylko tango”
- 1983: „Krakowski spleen”
- 1983: „Jestem kobietą”
- 1984: „Simple story”
- 1984: „Lucciola”
- 1984: „Lipstick on the Glass”
- 1991: „Anioł”
- 1991: „Wyjątkowo zimny maj”
- 1993: „Bez Ciebie umieram”
- 1994: „Róża”
- 1994: „Zapatrzenie”
- 1995: „Po prostu bądź”
- 1996: „Po to jesteś na świecie”
- 1998: „Miłość od pierwszego spojrzenia”
- 2001: „Chińskie morze”
- 2004: „Kraków - Ocean wolnego czasu”